# Петросян Олександр Петрович
Олександр Петрович Петрося́́н (нар. 25 вересня 1928, Горький — пом. 30 березня 1996, Харків) — український хоровий диригент, педагог, професор (1991); Заслужений діяч мистецтв УРСР з 1967 року.

## Біографія
Народився 25 вересня 1928 року в місті Горький (тепер Росія). 1955 року закінчив Харківське музичне училище (клас хорового диригування Зої Яковлєвої), 1960 року закінчив Харківську консерваторію (клас хорового диригування Зіновія Заграничного).
У 1960–1963 роках керував хоровою капелою Новокраматорського машинобудівного заводу (Краматорськ).
Керував самодіяльними і професійними колективами (у 1966–1971 роках головний диригент Заслуженої хорової капели УРСР у Краматорську, 1967—1969 роках — заслуженим шахтарським ансамблем УРСР «Донбас»). Викладав в Орловському (1963–1966), Таганрозькому педагогічних інститутах, Харківському державному інституті культури (1975–1977), з 1978 року — викладач, доцент, професор кафедри хорового диригування  Харківського інституту мистецтв. У 1980—1996 роках — художній керівник хору Харківського політехнічного інституту.
Помер в Харкові у 1996 році.

## Вшанування пам'яті

меморіальна дошка

26 березня 2009 року на стіні Палацу студентів у Харкові, за адресою вулиця Григорія Сковороди, 79, була відкрита меморіальна дошка митцю.